# Марш «Об'єднаних правих»
Марш «Об'єднаних правих» — масштабна політична акція правих сил у США, що відбулась 11 та 12 серпня 2017 року в місті Шарлотсвілл, штат Вірджинія.
Приводом для акції стало рішення місцевої влади знести пам'ятник генералу армії КША Роберту Едварду Лі. Акція розпочалась зі смолоскипної ходи білих націоналістів, білих супремасистів (серед яких були й представники Ку-клукс-клану), неоконфедератів та неонацистів і завершилась сутичкою з правоохоронними органами США та політичними опонентами з числа лівих, антифашистів та антирасистів, а також умисним наїздом автомобілем на натовп антирасистів та збиття поліцейського гелікоптера.

## Передісторія
Після стрілянини в церкві Чарлстона у 2015 році країною прокотилася хвиля зносу пам'ятників діячам Конфедеративних Штатів Америки, а також перейменуванню вулиць названих на честь конфедератів. Такі дії часто піддавались критиці з боку консервативно налаштованих громадян. Рішення міської влади Шарлотсвіллю прибрати пам'ятник генералу КША Роберту Едварду Лі з Парку емансипації (до червня 2016 року — Парку Лі) викликало хвилю обурення у певної частини жителів і змусило їх вийти на акцію протесту.
Перший мітинг націоналістів під гаслом «Поверніть Парк Лі» (Take-Back Lee Park!) відбувся 13 травня 2017 року. Білі націоналісти, під керівництвом Річарда Спенсера, вимагали повернути парку стару назву та не чіпати пам'ятник Лі. Демонстранти тримали смолоскипи в руках.
8 липня черговий мітинг провів Ку-клукс-клан. Близько 50 членів клану та понад 1000 контрпротестувальників зібралися на гучній, але ненасильницькій ході. Через 45 хвилин представники клану залишили парк.

## Перебіг подій

### 11 серпня
У п'ятницю ввечері група білих націоналістів (від кількох десятків до приблизно 250 осіб) зібралась на несанкціонований марш територією Університету Вірджинії. Протестувальники тримали в руках смолоскипи та вигукували расистські та антисемітські лозунги. Також у натовпі звучав нацистський лозунг «Кров і ґрунт».
Біля пам'ятника Томаса Джефферсона протестувальники зіштовхнулись з невеликим гуртом контрпротестувальників (більшу частину яких складали студенти університету), внаслідок чого виникла бійка. За декілька хвилин на місце прибула поліція штату Вірджинія, яка розігнала натовп. Внаслідок сутички декілька осіб отримали незначні травми та опіки від перцевого балончика.
Тим часом представники духовенства організували екуменістичну християнську та міжконфесійну молитовну службу в Церкві святого Павла неподалік від Університету на знак протесту проти маршу «Об'єднаних правих».

### 12 серпня

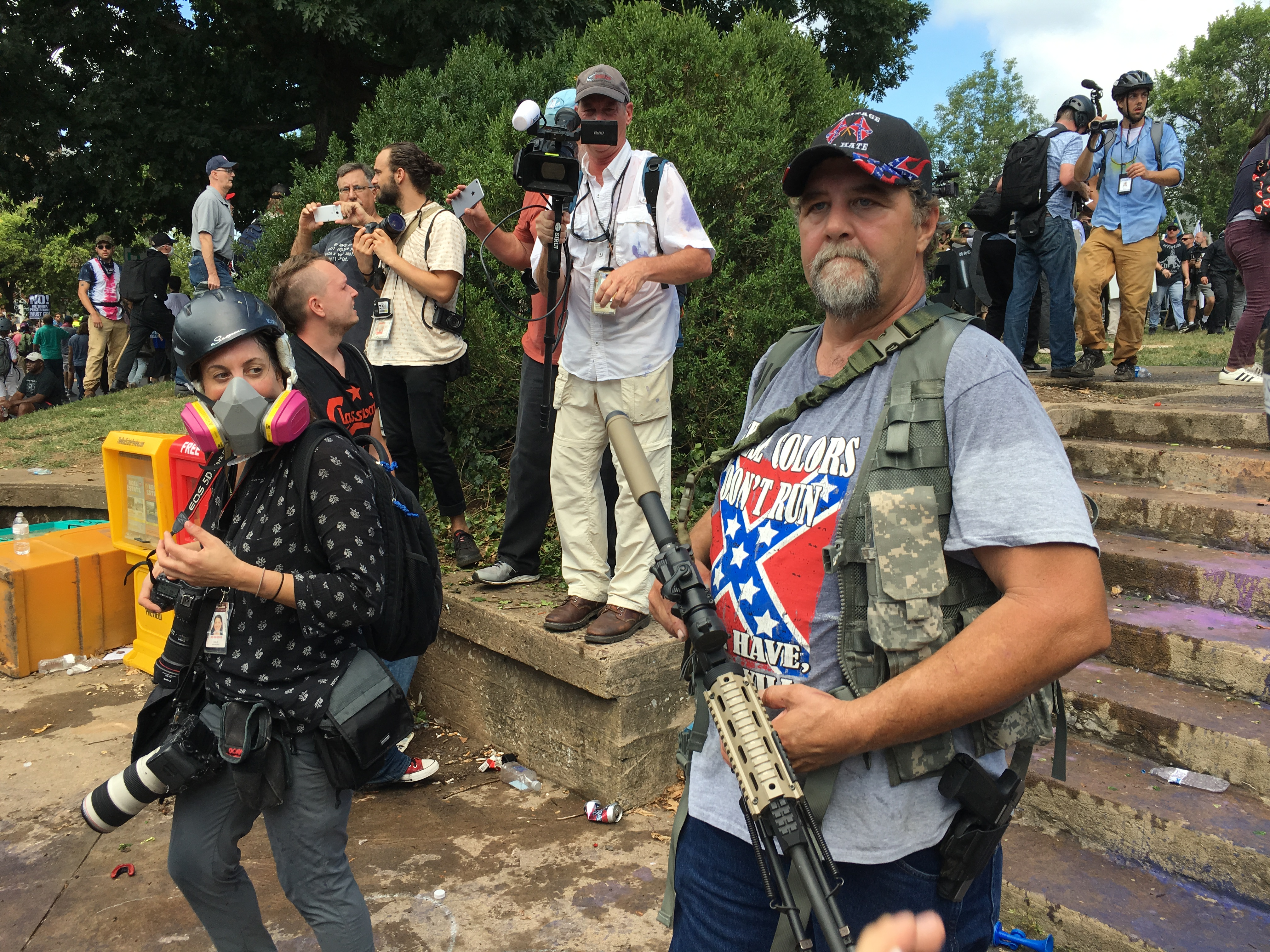
Білий супермасист зі зброєю в руках

О 8 годині ранку націоналісти почали збиратись в Парку біля пам'ятника генералу Лі в очікуванні мітингу, який мав розпочатися опівдні та тривати до 17 години. Учасники маршу правих розмахували прапорами Конфедерації та знаменами зі свастикою. Деякі з них тримали в руках плакати: «Їм нас не замінити» (They will not replace us), «Життя білих має значення» (White lives matter), «Євреї — діти Сатани» (Jews are Satan's children) тощо. Деякі учасники маршу були одягнені в символіку президентської компанії Дональда Трампа. У багатьох була при собі вогнепальна зброя.
Водночас до них підтягнулися контрпротестувальники. Опозицію правим складала більша частина жителів Шарлотсвіллю, представники Національної ради церков, руху Black Lives Matter, Антирасистської дії, Демократичних соціалістів Америки, Світової робітничої партії, Індустріальних робітників світу, Революційної робітничої партії, Redneck Revolt тощо. З натовпу опонентів лунали лозунги: «Вбий всіх нацистів!» (Kill All Nazis) та «Дай нацисту по зубах!» (Punch a Nazi in the mouth).
Між ультраправими та контрпротестувальниками виникнули сутички, які переросли в масштабну бійку із застосуванням сльозогінного газу, пляшок та димових гранат. Об 11:40, за 20 хвилин до офіційного початку маршу поліція наказала протестувальникам розійтись, оскільки вони порушують закон.
О 13:45 в натовп контрпротестувальників врізався автомобіль. Результат — 1 людина загинула, 19 травмовано. Померлою виявилась 32-річна місцева жителька Гезер Д. Гейєр, прибічниця лівих поглядів та політика Берні Сандерса. За кермом знаходився 20-річний Джеймс Алекс Філдс, учасник ультраправої неонацистської організації «Авангард Америка» (Vanguard America). Філдса було заарештовано і 15 липня 2019 року його засудили до довічного ув'язнення.

## Реакція, наслідки
Ряд американських політиків, як від Демократичної, так і від Республіканської партії, рішуче засудили дії расистів, неонацистів та білих націоналістів та їхню «ідеологію ненависті».
Хвилю обурення в суспільстві викликала запізня й неоднозначна реакція президента США Дональда Трампа: спочатку він відмовився напряму засудити дії ультраправих, лише два дні потому він звинуватив утому, що сталось, «обидві сторони». Невдовзі, було звільнено Стівена Беннона, якого багато хто вважав головним покровителем ультраправих в Білому домі.
З 13 серпня по всій країні прокотилася хвиля антифашистських та антирасистських мітингів, а процес демонтажу пам'ятників та символів Конфедерації лише прискорився.